# أكفادو
أكفّادو بلدية بدائرة شميني ولاية بجاية الجزائرية.

## مواضيع ذات صلة
- بلديات ولاية بجاية
- دوائر ولاية بجاية